# ボン・トン・ルーレ
ボン・トン・ルーレ (Bon temps rouler)あるいはレッセ・レ・ボン・トン・ルーレ (Laissez les bons temps rouler)は、ルイジアナ州、特にニューオーリンズで使われるフレーズ。
英語の楽曲などに登場するLet the Good Times Roll (楽しい時間を過ごそう)をフランス語に直訳したしたもので、マルディグラ祭のスローガンにもなっている。これは元来ケイジャン由来の言葉であり、フランスでは使われない。
綴りはbon temps がbon tonになったりroulerがroula、rouletになるなど様々である。楽曲としてはクラレンス・"ボン・トン"・ガーロウの「Bon Ton Roula」(1949年)が広くカバーされ知られている。